# Feline chronische Gingivostomatitis

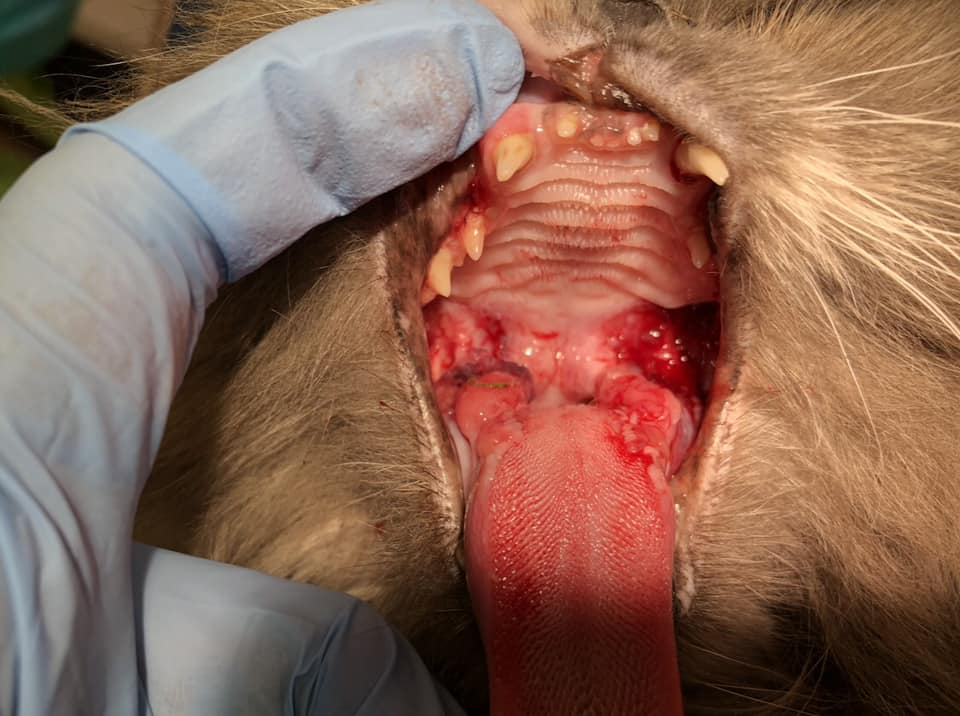
Hochgradige Entzündung seitlich des vorderen Gaumenbogens („kaudale Stomatitis“), nur mäßige Entzündung am Zahnfleischsaum der Backenzähne.

Die feline chronische Gingivostomatitis (FCGS, auch lymphoplasmazelluläre Stomatitis, plasmazelluläre Stomatitis oder Feliner Gingivitis-Stomatitis-Pharyngitis-Komplex) ist eine sehr schmerzhafte, entzündliche und langanhaltende (chronische) Erkrankung des Zahnfleischs (Gingivitis) und der Maulschleimhaut (Stomatitis, Gingivostomatitis ist die Wortzusammensetzung von Gingivitis und Stomatitis) bei Hauskatzen (Felis catus, felin ist das davon abgeleitete Adjektiv). Besonders betroffen sind der Bereich der Backenzähne und der seitlich der hinteren Rachenenge. Die Ursache der Erkrankung ist bislang nicht geklärt. Vermutlich handelt es sich um eine Kombination infektiöser und nichtinfektiöser Faktoren, die eine gestörte Immunantwort auf Fremdeiweiße und damit eine Entzündung der Maulschleimhäute auslösen. Typische Anzeichen sind Fressunlust, vermehrter, eventuell blutiger Speichelfluss und schlechter Maulgeruch. Die betroffenen Schleimhautregionen sind geschwollen, stark gerötet, im fortgeschrittenen Stadium geschwürig verändert und zu Blutungen neigend. Die Behandlung kann langwierig sein oder erfordert aufgrund von Rückfällen mehrere Wiederholungen. Grundpfeiler der Therapie ist das Ziehen der Zähne betroffener Regionen. Zudem müssen alle Zahnwurzelreste und die Beläge auf den verbleibenden Zähnen entfernt werden. Zusätzlich werden Schmerzmittel, Entzündungshemmer, lokale Antiseptika und eventuell auch Antibiotika, Interferone und Paramunitätsinducer eingesetzt. Auch mesenchymale Stammzellen konnten bei einigen Tieren mit Erfolg angewendet werden. Es gibt aber keine Behandlungsmethode, die eine vollständige Heilung oder zumindest eine deutliche Verbesserung des Zustands garantiert. Alle bislang beschriebenen Behandlungsverfahren bleiben, ohne erkennbare Ursache, bei bis zu 30 % der Patienten erfolglos.

## Vorkommen, Ursache und Krankheitsentstehung
Die feline chronische Gingivostomatitis kommt weltweit vor. Die Krankheitshäufigkeit (Prävalenz) liegt zwischen 0,7 und 12 %; in einer Katzenhaltung eines amerikanischen Futterherstellers betrug sie sogar 27 %. Das Durchschnittsalter bei Erkrankung beträgt 6,5 Jahre, aber auch Tiere unter einem Jahr und sehr alte Tiere können betroffen sein. Eine erhöhte Krankheitsneigung gibt es bei verschiedenen Katzenrassen wie Persern, Siamesen, Abessinern und Burmesen. Gelegentlich kommen Gingivostomatitiden auch bei Großkatzen vor, wobei Tiger am häufigsten an ihnen leiden.
Derzeit geht man davon aus, dass der Erkrankung mehrere Ursachen zugrunde liegen, also ein multifaktorielles Geschehen der Auslöser ist. Eine gestörte Immunantwort ist dabei der Hauptfaktor, man spricht von einer immunvermittelten Entzündung. Da bei betroffenen Tieren die Zahl CD8-positiver zytotoxischer T-Zellen im Blut erhöht und damit das Verhältnis von CD8- zu CD4-positiven Zellen verringert ist, spricht dies für eine zellvermittelte Immunantwort auf vermutlich in den Zellen vorhandene Antigene wie Viren. Eine solche Verschiebung des CD8:CD4-Verhältnisses findet man auch bei zahlreichen immunvermittelten Erkrankungen des Menschen.

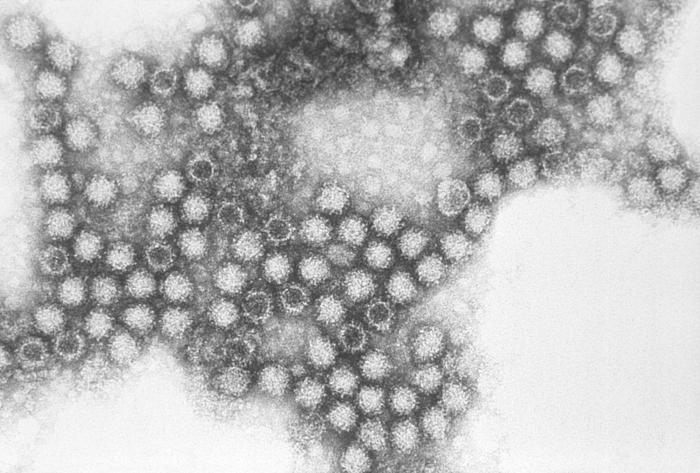
Das Feline Calicivirus ist häufig mit einer FVGV vergesellschaftet.

Verschiedene Krankheitserreger wie das feline Calicivirus, das feline Immundefizienz-Virus, das feline Leukämievirus, das feline Herpesvirus 1 sowie Bartonella henselae und andere Bakterien können den Krankheitsprozess verstärken, ohne jedoch als alleinige Auslöser im Sinne der Henle-Koch-Postulate in Frage zu kommen. Den engsten Zusammenhang zwischen FCGS und Erregern zeigen Caliciviren, allerdings lässt sich im veränderten Gewebe kein Calicivirus nachweisen.
Ein weiterer, die Krankheit beeinflussender Faktor scheint Stress zu sein. In Mehrkatzenhaltungen ist die Krankheitshäufigkeit deutlich höher als in Einzelhaltungen, mit jedem zusätzlichen Tier steigt das Erkrankungsrisiko markant. In Mehrkatzenhaltungen sind Virusinfektionen häufiger, insbesondere die mit felinen Caliciviren. Auch Infektionen mit Bartonella henselae oder Bordetella bronchiseptica sind bei Innenhaltungen häufiger. Die Möglichkeit zum Freigang hat dagegen keinen Effekt, obwohl dies ebenfalls ein Risikofaktor für Virusinfektionen ist. Neben Stress könnten auch wiederholte Ansteckungen an Dauerausscheidern oder eine ständige Veränderung von Viren in Mehrkatzenhaushalten eine Rolle spielen. Der Therapieerfolg zeigt aber keinen Zusammenhang mit der Anzahl der Tiere in einem Haushalt, was gegen die Wiederansteckungstheorie spricht. Obwohl viele der mutmaßlich beteiligten Infektionserreger auch bei Atemwegserkrankungen der Katze eine große Rolle spielen, gibt es keinen Zusammenhang zwischen der Häufigkeit dieser Krankheiten und der von FCGS.
Eine Studie konnte einen Zusammenhang zwischen FCGS und Entzündungen des Zahnhalteapparats (Parodontitis) nachweisen. Alle Katzen mit einer chronischen Gingivostomatitis haben eine generalisierte schwere Parodontitis mit horizontalem Knochenschwund im Bereich der Zahnfächer, entzündlichen Abbauvorgängen an den Zahnwurzeln und einer erhöhten Anzahl von Zahnwurzelresten.
Die Gesamtheit der mikrobiellen Bewohner der Maulschleimhaut, die Maulflora, scheint ebenfalls von Bedeutung bei der Krankheitsentstehung zu sein. Tiere mit FCGS und Parodontitis haben einen höheren Anteil gram-negativer und unter Sauerstoffausschluss wachsender (Anaerobier) Bakterien. Besonders Bakterien aus dem Stamm Bacteroidetes und aus der Gattung Peptostreptococcus sind bei FCGS-Katzen deutlich vermehrt. Zudem scheint es bei betroffenen Katzen Veränderungen in der Artenvielfalt der Maulflora zu geben. Biofilme auf den Zahn- und Schleimhautoberflächen spielen eine große Rolle bei der FCGS.

## Symptome und Befunde

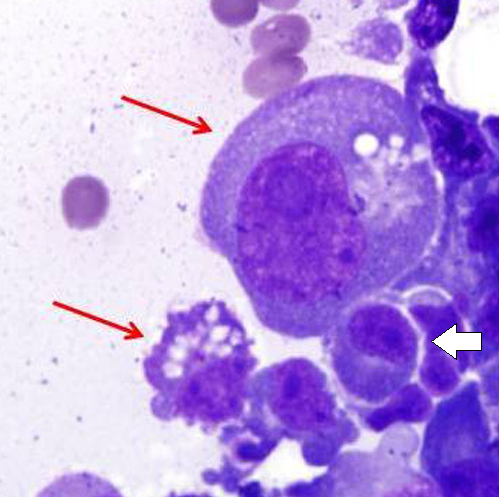
Mott-Zellen mit Russell-Körperchen (rote Pfeile) im Vergleich zu einer normalen Plasmazelle (weißer Pfeil)

Die Erkrankung ist sehr schmerzhaft. Die erkrankten Tiere zeigen ein vermindertes Fressverhalten, das bis zur Abmagerung führen kann. Außerdem bestehen vermehrter Speichelfluss, der auch blutig sein kann, und übler Maulgeruch. Auch die Fellpflege kann schmerzbedingt vermindert sein und das Fell der zum Putzen eingesetzten Vorderpfoten ist vom blutigen Speichel verklebt.
Die betroffenen Schleimhautregionen sind durch die Entzündung stark gerötet, geschwollen, in fortschrittlichen Fällen geschwürig verändert und zu Blutungen neigend. Besonders häufig sind das Zahnfleisch der Backenzähne und die Region seitlich der Rachenenge (Isthmus faucium) bzw. des vorderen Gaumenbogens betroffen. Im letzteren Fall spricht man auch von einer „Faucitis“ oder „kaudalen Stomatitis“. Die Erkrankung kann aber auch auf die Backen-, Gaumen- und Zungenschleimhaut übergreifen. Die Veränderungen treten meist beidseitig symmetrisch auf. Die chronische Gingivostomatitis ist häufig mit einer Speiseröhrenentzündung (Ösophagitis) verbunden. Eine Studie fand bei 98 % der FCGS-Katzen gleichzeitig eine Ösophagitis, vor allem im vorderen und letzten Drittel des Organs, die jedoch klinisch ohne Krankheitsanzeichen blieb. Vermutlich ist sie Folge des abgeschluckten, mit gram-negativen Bakterien angereicherten Speichels.
Histologisch zeigt sich eine Zellvermehrung (Hyperplasie) im Bereich des Epithels mit Infiltraten von Plasmazellen und Lymphozyten sowie wenigen neutrophilen Granulozyten und Mastzellen. Typisch tritt dabei eine geringe Zahl atypischer Plasmazellen mit eosinophilen Einschlüssen (Russell-Körperchen) im Zellplasma auf, die als Mott-Zellen bezeichnet werden. Immunohistochemisch lassen sich im Epithel CD3-positive T-Lymphozyten und im darunterliegenden Stroma CD20-positive B-Lymphozyten nachweisen. Im Blut ist häufig eine Vermehrung aller Immunglobuline (polyklonale Hypergammaglobulinämie) nachweisbar.

## Differentialdiagnose

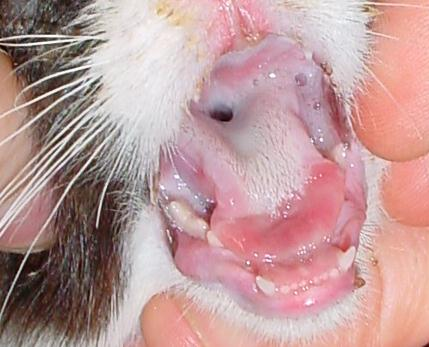
Von Caliciviren verursachte Schleimhautschäden auf der Zungenspitze einer Katze

Das Vorhandensein einer geschwürigen Entzündung seitlich des vorderen Gaumenbogens (kaudale Stomatitis, Faucitis) unterscheidet die FCGS von allen anderen Maulhöhlenerkrankungen der Katze.
Sind lediglich der Backenzahnbereich oder andere Maulhöhlenregionen betroffen, müssen differentialdiagnostisch andere Maulhöhlenerkrankungen in Betracht gezogen werden. Eine Parodontitis und feline odontoklastische resorptive Läsionen („Katzenkaries“) können durch Zahnröntgenuntersuchung abgegrenzt werden, wobei eine Parodontitis durchaus auch eine Begleiterkrankung der FCGS ist. Virusinfektionen wie der Katzenschnupfen können ebenfalls zu Erosionen der Maulschleimhaut führen. Der Virusnachweis kann durch Blutuntersuchung oder Polymerase-Kettenreaktion von einem Schleimhautabstrich erfolgen, wobei zu beachten ist, dass die Herpes- und insbesondere die Caliciviren aus dem Katzenschnupfen-Komplex häufig auch mit einer FCGS vergesellschaftet sind.
Das eosinophile Granulom kann ebenfalls in der Maulhöhle auftreten, hier ist aber meist der Fang- und nicht der Backenzahnbereich betroffen. Eine granulomatöse Entzündung infolge einer Fremdkörperreaktion oder Verletzungen ist im Regelfall einseitig und lokal begrenzt. Tumoren der Maulhöhle müssen im Zweifelsfall durch eine Biopsie mit anschließender histopathologischer Untersuchung ausgeschlossen werden. Bei Katzen sind Plattenepithelkarzinome die häufigsten bösartigen Tumoren der Maulhöhle.
Die feline juvenile hyperplastische Gingivitis ist eine Erkrankung, die vor allem nach dem Zahnwechsel, also ab dem 7. Lebensmonat auftritt. Sie kann aber auch noch bei zwei Jahre alten Katzen ein ähnliches klinisches Bild wie die feline chronische Gingivostomatitis verursachen. Wesentliche Unterschiede sind das Fehlen einer Faucitis und ein intakter Zahnhalteapparat. Bei alten Katzen mit chronischer Nierenerkrankung muss auch an eine urämisch bedingte Stomatitis gedacht werden und auch bei der Zuckerkrankheit können Maulhöhlenschleimhautentzündungen auftreten. Daher ist eine allgemeine Blutuntersuchung sinnvoll. Eine bakteriologische Untersuchung ist dagegen nicht angezeigt, da damit nur Maulflora angezüchtet wird und dies keinen Nutzen für die weitere Behandlung hat. Der FeLV-Status sollte jedoch überprüft werden, da FeLV-positive Katzen ein deutlich schlechteres Ansprechen auf die Behandlung zeigen.

## Behandlung
Die Behandlung der felinen chronische Gingivostomatitis kann langwierig und damit auch kostenintensiv sein und ist nicht immer erfolgreich, was für alle Seiten (Patient, Patientenbesitzer und Tierarzt) frustrierend sein kann. Warum es relativ viele Therapieversager gibt (etwa 20 bis 30 %) und welche Faktoren dies beeinflussen, ist unbekannt.

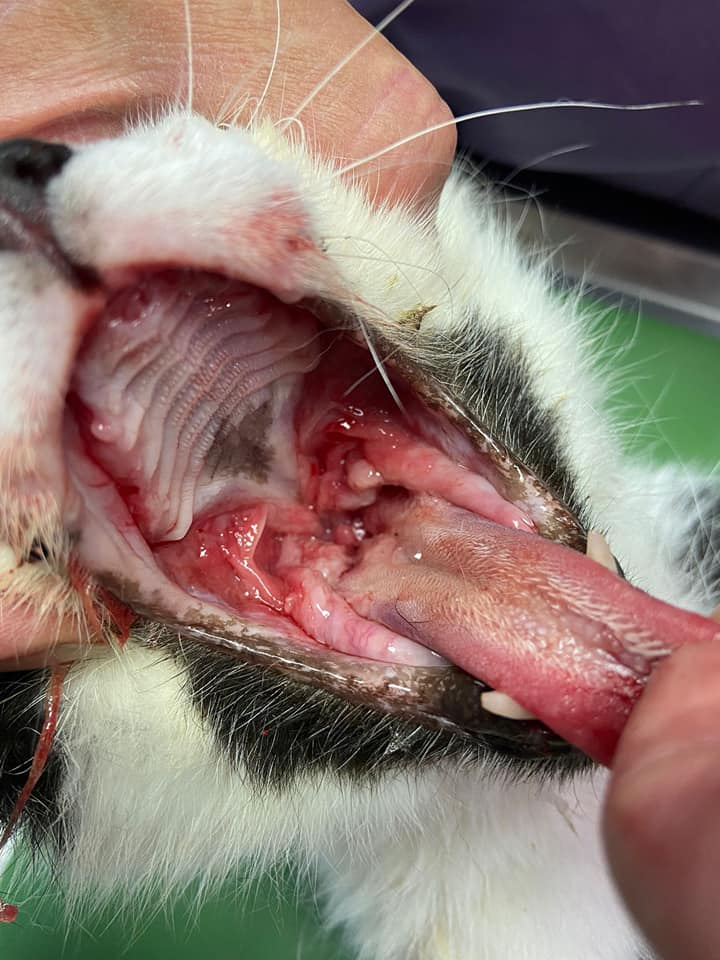
Therapieversager: Weiterhin ausgeprägte Entzündung seitlich der Rachenenge (Faucitis, kaudale Stomatitis) trotz Extraktion aller Backenzähne und Begleitbehandlung.

Hauptpfeiler der Therapie und damit Mittel der ersten Wahl ist die Extraktion aller Zähne, deren Zahnfleisch betroffen ist. Die Extraktion sämtlicher Zähne (full mouth extraction) bringt keinen zusätzlichen Nutzen. Alle eventuell vorhandenen Wurzelreste müssen entfernt werden, da sie die Entzündung aufrechterhalten können. Zum Auffinden der Wurzelreste ist eine Röntgenuntersuchung des gesamten Gebisses unverzichtbar. Katzen können Fertigfutter auch ohne Zähne problemlos fressen, da sie kaum kauen, sondern die Backenzähne nur zum Zerteilen in Bissen nutzen. Bei etwa 39 % der Katzen kommt es nach Zahnextraktion und begleitender Behandlung mit Schmerzmitteln und Entzündungshemmern schnell zu einer substantiellen Verbesserung, bei 28 % zu einer vollständigen Heilung. Allerdings erzielen diese Maßnahmen bei etwa einem Drittel der Tiere keine oder nur eine geringfügige Verbesserung des Zustands.
Da die feline chronische Gingivostomatitis eine sehr schmerzhafte Erkrankung ist, ist eine ausreichende Schmerztherapie eine weitere wichtige Säule der Behandlung. Nichtsteroidale Entzündungshemmer haben keine ausreichende schmerzstillende Wirkung, so dass Opioide wie Buprenorphin eingesetzt werden sollten, die bei Einhaltung der üblichen Dosierungen von Katzen gut vertragen werden. Buprenorphin hat als Partialagonist am µ-Opioidrezeptor zwar eine geringere schmerzstillende Wirkung als beispielsweise Fentanyl, dafür aber eine längere Wirksamkeit von bis zu acht Stunden. Es kann zudem direkt auf die Maulschleimhaut gegeben werden und wird dort bereits resorbiert. Eine Steigerung der schmerzstillenden Wirkung kann durch Kombination mit Gabapentin erreicht werden, das aber eine leicht sedierende Wirkung hat. Zur Eindämmung der Entzündung und damit auch der Schmerzen werden Glucocorticoide wie Prednisolon verabreicht. In einer Studie mit Therapieversagern nach Extraktion konnte in 23 % der Fälle eine Besserung und in 7 % der Fälle eine klinische Heilung erzielt werden. Der alleinige Langzeiteinsatz von Glucocorticoiden ohne vorherige Zahnsanierung wird dagegen kritisch gesehen. Gründe sind die erheblichen Nebenwirkungen einer Langzeittherapie mit Glucocorticoiden und ein häufig verstärktes Auftreten der Erkrankung nach Beendigung der Behandlung (Absetzeffekt). Bei Tieren mit einer Immunschwäche, mit Virusinfektionen oder Zuckerkrankheit ist eine Behandlung mit Glucocorticoiden kontraindiziert. Zur Behandlung der stets vorhandenen Parodontitis können systemisch Antibiotika und lokal antiseptische Substanzen wie Chlorhexidin verwendet werden. Als Antibiotika werden solche bevorzugt, die auch eine Wirkung gegenüber Anaerobiern haben. Dabei werden vorrangig Amoxicillin/Clavulansäure oder Clindamycin, eventuell auch Metronidazol, eingesetzt.
Kann die Erkrankung durch Zahnextraktionen und Begleitbehandlung nicht geheilt werden, zeigen mehrere Studien eine deutliche Verbesserung des Gesundheitszustandens durch die Gabe von Immunmodulatoren (z. B. Interferone) im Frühstadium der Erkrankung oder von Paramunitätsinducern. Interferone haben auch eine antivirale Wirkung gegen feline Herpes-, Calici- und Coronaviren. Sie werden meist lokal auf die betroffenen Schleimhautareale aufgebracht und entfalten ihre Wirkung über das lymphatische Gewebe des Mund-Rachenraums und parakrine Vorgänge. Allerdings gibt es eine Studie, die keine bessere Wirkung als die Kurzzeitbehandlung mit Prednisolon aufzeigen konnte. Auch die parenterale Verabreichung von Interferon bei mit dem Calicivirus infizierten Katzen konnte eine deutliche Reduktion der Viruslast und eine Verbesserung der klinischen Symptomatik der FCGS bewirken.
Das Immunsuppressivum Ciclosporin wirkt primär über eine Hemmung der T-Zell-Aktivierung, die bei FCGS ja gesteigert ist. Eine kleine Studie an acht Katzen konnte bei vier Katzen eine klinische Heilung ohne vorherige Zahnextraktionen erzielen. In einer größeren randomisierten Doppelblindstudie konnte mit einer Ciclosporingabe über sechs Wochen bei 78 % der Katzen eine deutliche klinische Verbesserung erreicht werden, 45 % der über einen längeren Zeitraum beobachteten 11 Katzen konnten nach drei oder mehr Monaten klinisch geheilt werden.
Ein neuer therapeutischer Ansatz ist die Verabreichung von mesenchymalen Stammzellen. Diese haben immunmodulatorische Effekte über die Hemmung der T-Zell-Vermehrung, eine Veränderung der B-Zell-Funktion, die Herabregulation des MHC-Klasse-II-Komplexes auf antigenpräsentierenden Zellen und die Hemmung der Reifung dendritischer Zellen. In einer Studie an neun, vorher ergebnislos behandelten Katzen konnte bei drei Tieren eine vollständige Heilung, bei zwei Katzen eine deutliche Verbesserung erzielt werden. Ein Einzelfallbericht beschreibt die erfolgreiche Behandlung mit vom selben Tier aus dem Blut gewonnenen dendritischen Zellen.